# Ofuscación (lenguaje)
Dentro del entorno de la comunicación o del lenguaje, la ofuscación  u ofuscamiento  (en inglés: Obfuscation) , es el oscurecimiento del significado previsto de una comunicación haciendo que el mensaje sea difícil de entender generalmente con un lenguaje confuso y ambiguo . El ofuscamiento puede ser no intencionado o intencional (aunque la intención suele ser connotada ), y se consigue con un circunloquio (hablando sobre el tema), el uso de la jerga técnica (lenguaje técnico de una profesión determinada ) o bien el uso de una jerga o lenguaje de grupo, de un valor comunicativo limitado para los de fuera del grupo.
En la escritura expositiva, la ofuscación no intencionada suele producirse en los borradores de documentos, al comienzo de la composición ; esa ofuscación se ilumina con el pensamiento crítico y la revisión editorial, ya sea por parte del escritor o por parte del editor. Etimológicamente, la palabra ofuscación deriva del latín obfuscatio, de obfuscāre (oscurecer) ; los sinónimos incluyen las palabras nublado y abstrusidad

## Etimología
El término ofuscación, un neologismo que viene del inglés obfuscation originario del latín obfuscare (construido con ob : delante, fuscus : oscuro). Se puede emplear su sinónimo ofuscamente, con el mismo origen, o bien opacificación o enmascaramiento.

## Antecedentes
Los médicos utilizan muy a menudo la jerga médica para ocultar hechos desagradables a un paciente; el autor y médico estadounidense Michael Crichton dijo que la escritura médica es un "intento muy hábil y calculado de confundir al lector". El psicólogo BF Skinner dijo que la notación médica es una forma de control de audiencia múltiple, que permite al médico comunicar al farmacéutico cosas a las que el paciente podría oponerse si pudiera entender el argot médico.

## "Eschew"
Eschew opfuscation (ofuscación esquivando o, adhiriendo elucidación), es una regla humorística utilizada por algunos profesores de inglés cuando dan conferencias sobre técnicas de escritura adecuadas. Literalmente, la frase significa "evitar ser poco claro", pero el uso de palabras relativamente poco frecuentes provoca confusión en buena parte de la audiencia (los que no tienen un vocabulario suficientemente extenso), haciendo de la afirmación un ejemplo de ironía, y más concretamente una frase heterológica. La frase ha aparecido impresa al menos ya en 1959, cuando se utilizó como encabezamiento de sección en un documento de la NASA .
Una frase similar y algo anterior aparece en "Fenimore Cooper's Literary Offenses" de Mark Twain, donde enumera la regla catorce de la buena escritura como "eschew surplusage". ("evitar el excedente").    

## Comunicación segura
La ofuscación de la comunicación oral o escrita alcanza un grado de comunicación segura sin necesidad de depender de la tecnología. Esta técnica a veces se conoce como "talking around" y es una forma de seguridad por la oscuridad .
Un ejemplo notable de ofuscación de la comunicación escrita es un mensaje enviado por el líder de los ataques del 11 de septiembre, Mohamed Atta, a otros conspiradores antes de que se produjeran los ataques:

The semester begins in three more weeks. We've obtained 19 confirmations for studies in the faculty of law, the faculty of urban planning, the faculty of fine arts and the faculty of engineering.
Mohamed Atta

En este mensaje ofuscado, se cree que existen las siguientes palabras de código:
- "semester" se refiere a los atentados previstos para el 11 de septiembre
- "19 confirmations" se refiere a los secuestradores de los ataques del 11 de septiembre
- "faculty of law" se refiere a un objetivo, el Capitolio de Estados Unidos
- "faculty of urban planning" se refiere a un objetivo, el World Trade Center
- "faculty of fine arts" se refiere a un objetivo, la Casa Blanca
- "faculty of engineering" se refiere a un objetivo, el Pentágono

Dentro del tráfico ilegal de drogas, la ofuscación se utiliza habitualmente en la comunicación para ocultar la ocurrencia del tráfico de drogas. Un ejemplo notable es el uso de " 420 " como palabra clave para referirse al consumo de cannabis, una actividad que a pesar de los cambios de legalización, antes era ilegal en la mayoría de jurisdicciones. La Drug Enforcement Administration informó en julio de 2018 de un total de 353 palabras de código distintas utilizadas para el cannabis.

## "Hundertfünfundsiebzig"
En el siglo pasado en Alemania, de una forma muy extendida y conocida por los nativos, pero no mucho por los foráneos, para referirse a un homosexual solía emplearse el término "hundertfünfundsiebzig", parafraseando el artículo 175, hoy ya abolido,  del código penal de Alemania Nazi (Paragraph 175), que condenaba la homosexualidad. 

## "Cinq lettres"
En francés, en entornos finos por no emplear la palabra "Merde" también se conoce como "le palabra de cinq lettres" o simplemente "cinq lettres", es curioso que en un anexo de un artículo sobre lenguajes de programación no se atreven a decirlo y emplean un circunloquio: 
"Parce que pour les Français, les termes « un mot de cinq lettres » ne désignent pas n'importe quel mot de la longueur indiquée, mais un mot bien particulier."

## Criptografía de caja blanca
En la criptografía de caja blanca, la ofuscación se refiere a la protección de la extracción de las claves criptográficas cuando están bajo el control del adversario, por ejemplo, como parte de un esquema DRM .

## Seguridad de la red
En seguridad de red, la ofuscación se refiere a los métodos utilizados para ocultar una carga útil de ataque de la inspección por parte de los sistemas de protección de la red.

## En la cultura popular
- En Animal Farm, los cerdos como Squealer y Snowball utilizan la ofuscación para confundir a los otros animales con doble habla para evitar levantamiento alguno.